# 디자인서울
디자인서울은 서울이 국제산업디자인단체협의회(International Council of Societies of Industrial Design)로부터 세계디자인수도로 선정된 이후 서울의 환경과 디자인을 개선하려는 계획이다.

## 배경
'천혜의 수려한 자연경관을 살린 건강한 생태도시, 유구한 역사와 전통문화에 맥이 닿아 있는 품격 있는 문화도시, 세계 첨단의 IT인프라를 활용한 역동적인 첨단도시, 수준높은 교육을 받은 천만 시민에 의한 지식기반의 세계도시'가 '디자인 서울'의 비전이다. 서울시는 SOFT SEOUL이라는 디자인 서울의 비전 아래, 자연성에 기초하고 문화를 기반으로 서울의 도시경관을 변화시키는 계획으로 디자인서울을 추진하고 있다.

## 서울의 상징 3가지
디자인서울을 추진하는 과정에서 서울시는 서울을 상징하는 색, 캐릭터(해치), 글씨체를 이용하여 디자인서울을 만드는데 효과를 더하고 있다.
서울시에서는 서울색 정립(서울상징색, 기조색, 대표색, 지역색, 현상색, 권장색)을 통하여 무분별한 도시환경 색채를 개선하고 도시의 정체성 확립, ‘디자인서울’의 효율적이고 체계적인 추진을 위한 공공디자인 분야 등에 색채 가이드라인으로 활용하고 있다.
또한 서울시는 서울의 고유글꼴로 널리 활용되어 도시정체성과 브랜드 가치를 높여주기 위해 서울서체를 정립하였다. 구체적으로는 명조계열인 서울한강체 2종(Light, Medium)과 고딕계열인 서울남산체(Light, Medium, Bold, Extra Bold) 4종, 세로쓰기 1종 등 총 7종을 개발했다. 서울서체는 강직한 선비정신과 단아한 여백을 담고 있으며 조형적으로는 한옥의 열림과 기와의 곡선미를 표현하였다. 또한 이름으로는 서울의 대표적인 자연환경물인 '한강'과 '남산'을 응용하였다.

## 추진 전략
- 비우는 디자인서울 (Airy)
  - 쾌적하고 여유있는 공공공간
  - 저밀도, 고효율 공공시설물 디자인
- 통합하는 디자인서울(Integrated)
  - 다기능, 다목적 공공디자인
  - 통합된 도시디자인 실행체계
- 더불어하는 디자인서울 (Collaborative)
  - 시민, 전문가, 행정, 파트너쉽 형성
  - 참여형, 체험형 디자인사업 추진
- 지속가능한 디자인서울 (Sustainable)
  - 자연과 인간친화적 디자인
  - 미래지향의 순환 가능한 디자인
  - 지속적 사후평가 및 환류시스템

## 세부 사업
- 디자인서울 거리조성
- 남산르네상스 기본계획 수립
- 도시갤러리 프로젝트
- 서울디자인 올림픽(SDO)
- 우수 공공디자인 인증제
- 서울 해치택시

## 공공 디자인 개선 사업
- 지하철 환경디자인 업그레이드
- 통폐합 동주민센터 리모델링
- 국제도시 조명연맹(LUCI)네트워크 구축
- 옹벽/ 방음벽 디자인개선
- 자원회수시설 이미지 개선사업
- 서울 야간경관 업그레이드
- 통합형 신호등 사업